# Албаренго Басо (Асти)
Албаренго Басо (итал. Albarengo Basso) је насеље у Италији у округу Асти, региону Пијемонт.
Према процени из 2011. у насељу је живело 22 становника. Насеље се налази на надморској висини од 244 м.